# 1516
1516 (MDXVI) fue un año bisiesto comenzado en martes del calendario juliano.

## Acontecimientos
- 14 de marzo: Debido a la muerte del regente Fernando II de Aragón, su hija Juana I de Castilla asume el reinado de Aragón, Navarra, Nápoles y Sicilia aunque su figura como reina fue más bien honoritaria y decorativa ya que quien en verdad reinó fue su hijo, Carlos I de España.
- 30 de mayo: Tras la muerte de su abuelo Fernando II de Aragón, Carlos I de España es nombrado heredero al trono de Aragón.
- Juan Díaz de Solís llega al Río de la Plata, y tras desembarcar en lo que actualmente es Uruguay, muere en combate con indígenas, probablemente guaraníes.
- 13 de agosto: Se firma el Tratado de Noyon por el que se reconoce la soberanía francesa en el Milanesado.
- El duque Guillermo IV de Baviera redacta la primera ley que fija qué se entiende por cerveza. Esta ley de pureza (Reinheitsgebot) establecía que solamente podía utilizarse agua, malta de cebada y lúpulo para elaborar cerveza.
- Se firma el Concordato de Bologna entre Francisco I de Francia y el papa León X.
- Creación de la “feitoria" de Pernambuco (Recife), concesión otorgada por el Rey de Portugal para la explotación del palo brasil.

## Arte y literatura
- Tomás Moro publica Utopía, relato que dará nombre al género.
- Ludovico Ariosto publica el poema Orlando Furioso.
- Pietro Pomponazzi publica su obra Tractatus de immortalitate animae, obra que dará inicio a toda una polémica académica sobre el asunto.
- Erasmo de Róterdam realiza una nueva traducción al latín del Nuevo Testamento.

## Nacimientos
- 18 de febrero: María Tudor, reina de Inglaterra e Irlanda.
- 26 de marzo: Conrad Gessner, botánico, biólogo y naturalista suizo (f. 1565)
- Emperatriz Fang: Emperatriz consorte de China de la dinastía Ming (f. 1547)
- Mateo Realdo Colombo, anatomista italiano.
- Ruy Gómez de Silva, príncipe de Éboli, aristócrata portugués de la corte de Felipe II de España

## Fallecimientos
- 20 de enero: Juan Díaz de Solís, conquistador español (n. 1470)
- 23 de enero: Fernando II, rey de Aragón y rey consorte de Castilla. (n. 1452)
- 13 de marzo: Vladislao II, rey de Bohemia y Hungría (n. 1456)
- 1 de junio: Biagio d'Antonio, pintor florentino (n. 1446)
- 14 de junio: Juan III de Albret, último rey de Navarra (n. 1469)
- c. 9 de agosto: El Bosco, pintor neerlandés (n. 1450).
- Giovanni Bellini, pintor italiano.